# Kukóekamekra
Kukóekamekra (Cucoecamecra, Nucoecamecran), jedno od plemena sjeverne skupine Istočnih Timbira, jezična porodica Gé, s rijeka Mearim i Grajaú u brazilskoj državi Maranhão. 
U kasnom 18 .stoljeću populacija im je iznosila 800, a 1862 popisano ih je 158.